# Rudolf Rauscher
Rudolf Rauscher (14. září 1896 Michle – 6. listopadu 1941 Brno) byl český právní historik, profesor Právnické fakulty Univerzity Komenského v Bratislavě.

## Život
Narodil se do úřednické rodiny. Vystudoval Právnickou fakultu Univerzity Karlovy v Praze, na níž se začal pod vedením profesorů Kadlece, Stiebera a Kaprase intenzivně zajímat o právní historii. Ještě za studií zde získal místo prvního asistenta fakultní seminární knihovny, byl také redaktorem odborného časopisu Všehrd a publikoval svou první práci, Zemské míry na Moravě. Po promoci v roce 1921 absolvoval studijní cestu po právnických fakultách v Krakově, Varšavě, Poznani a Lvově a roku 1923 se s prací Dědické právo podle českého zemského práva habilitoval v Praze v oboru dějin státu a práva na území Československa.
Roku 1925 vydal Volební kapitulace a korunovační reversy panovníků ve státech střední Evropy a na jejím základě mu bylo o rok později nabídnuto místo mimořádného profesora obor dějin práva ve střední Evropě na Právnické fakultě Univerzity Komenského v Bratislavě, které bez váhání přijal. Na bratislavské právnické fakultě poté strávil 13 plodných let, ačkoli se v polovině 30. let neúspěšně snažil vrátit zpět do Prahy. Vedl zde Ústav slovanských práv, roku 1930 byl jmenován řádným profesorem a v letech 1933–1934 byl děkanem fakulty. Stal se také členem Šafárikovej učenej společnosti, pražského Slovanského ústavu, Towarystwa naukoweho ve Lvově, Společnosti pro studium národnostních otázek a dopisujícím členem Královské české společnosti nauk. Byl velmi vědecky činný, kromě učebnic Slovenské právní dějiny v rámci dějin práva ve střední Evropě, Dějiny veřejného práva ve střední Evropě a Přehled dějin soukromého práva ve střední Evropě vydal celou řadu odborných monografií, statí a článků. Svým studentům umožňoval publikovat ve sborníku Práce.
Krize konce 30. let a slovenská autonomie však jeho akademickou dráhu v Bratislavě násilně přerušily. Tak jako i jiní Češi, kteří zde působili, byl nucen ze Slovenska odejít. Byl přeložen na Právnickou fakultu Masarykovy univerzity v Brně, kde se počátkem roku 1939 stal profesorem dějin veřejného a soukromého práva ve střední Evropě. Tato etapa však netrvala dlouho, 17. listopadu 1939 byly všechny české vysoké školy okupační mocí uzavřeny a profesor Rauscher tak byl zbaven místa. Hodlal se věnovat vědeckému bádání soukromě, roku 1941 např. publikoval práci Nejstarší moravský zákon, ale po prohlídce jeho bytu gestapem zemřel na infarkt.

## Dílo
- Zemské míry na Moravě, 1919
- Dědické právo podle českého práva zemského, 1922
- K rukojemství v českém právu zemském, 1923
- Volební kapitulace a korunovační reversy panovníků ve státech střední Evropy, 1925
- Usmrcení člověka v českém právu zemském, 1927
- O bratrské adopci v zemském právu uherském do Verböczyova tripartita, 1928
- O rodinném nedílu v českém a v uherském právu zemském před tripartitem, 1928
- Urážka na cti podle českého práva zemského, 1928
- O krádeži a loupeži v českém právu zemském, 1929
- O regestru varadínském: k dějinám božích soudů v Uhrách, 1929
- Trestné činy proti životu v Obnoveném zřízení zemském a v Hrdelním řádu Josefa I., 1929
- Přehled dějin právních pramenů na Slovensku, 1930
- Soudní knihy osvětimské a zátorské z r. 1440–1562, 1931
- O nálezech zemského soudu českého XVI. stol., 1933
- O žilinském právu magdeburském, německým jazykem sepsaném z roku 1378, 1933
- Zemští konšelé v českém právu 13. a 14. stol., 1933
- Kniha žilinská: o právu magdeburském německým jazykem v Knize žilinské z roku 1378, 1934
- Několik úvah o programu a cílech slovanských právních dějin, 1934
- O popravčí knize pánů z Rožmberka, 1934
- O vědecké metody při zkoumání soukromého práva u Slovanů v dobách starších, 1935
- Trestní činy proti životu v uherském právu do počátku 16. století, 1937
- Nejstarší moravský zákon, 1941